# ジョー・マンガニエロ
ジョゼフ・マイケル・マンガニエロ (Joseph Michael Manganiello、1976年12月28日 - ) は、アメリカ合衆国の俳優、司会者。HBOのテレビドラマ『トゥルーブラッド』におけるアルシード・ヘルボー役や『マジック・マイク』シリーズのビッグ・ディック・リッチー役、『ONE PIECE』のクロコダイル役で知られる。カーネギーメロン大学演劇学校美術学士。身長196cm。

## 生い立ち
ペンシルベニア州ピッツバーグでシチリア系の父とオーストリア系・アルメニア系の母の間に生まれ、ピッツバーグ郊外のマウントレバノンで育つ。カトリック系の小学校に通い、地元の公立高校へ進学。高校時代はバスケットボール部とバレーボール部でキャプテンを務め、フットボール部でも一軍選手で、「大学ではバスケットボールをやろうと思っていた」。しかし、フットボール中の怪我と、友人と映画を作っていたことの影響で演技に興味を抱く。そこで一度カーネギーメロン大学演劇学校を受験したが失敗し、1年間ピッツバーグ大学へ通った後再び受験して入学。2000年にカーネギーメロンを卒業した。

## キャリア

### テレビ・映画
タレント・エージェントと契約した3日後に受けたオーディションにより、2002年の映画『スパイダーマン』のユージーン・“フラッシュ”・トンプソン役で初めて一般映画への出演を果たした。その後2007年の『スパイダーマン3』でも同役でカメオ出演している。
2006年よりテレビへの出演を始め、『Jake in Progress』、『ラスベガス』、『女検察官アナベス・チェイス』などにゲスト出演。『CSI』3シリーズではそのすべてでゲスト出演を果たしている。2006年から2009年にかけては『ママと恋に落ちるまで』のいくつかのエピソードでブラッド役を演じた。2009年のビデオ映画『エネミー・ライン3 激戦コロンビア』ではNavy SEALsの隊員役として主演した。
『トゥルーブラッド』には2010年に放送された第3シーズン以降、狼男アルシード・ヘルボー役でレギュラー出演している。彼はこの役のためにほおひげを生やし、5か月間かけて筋肉を蓄えた。

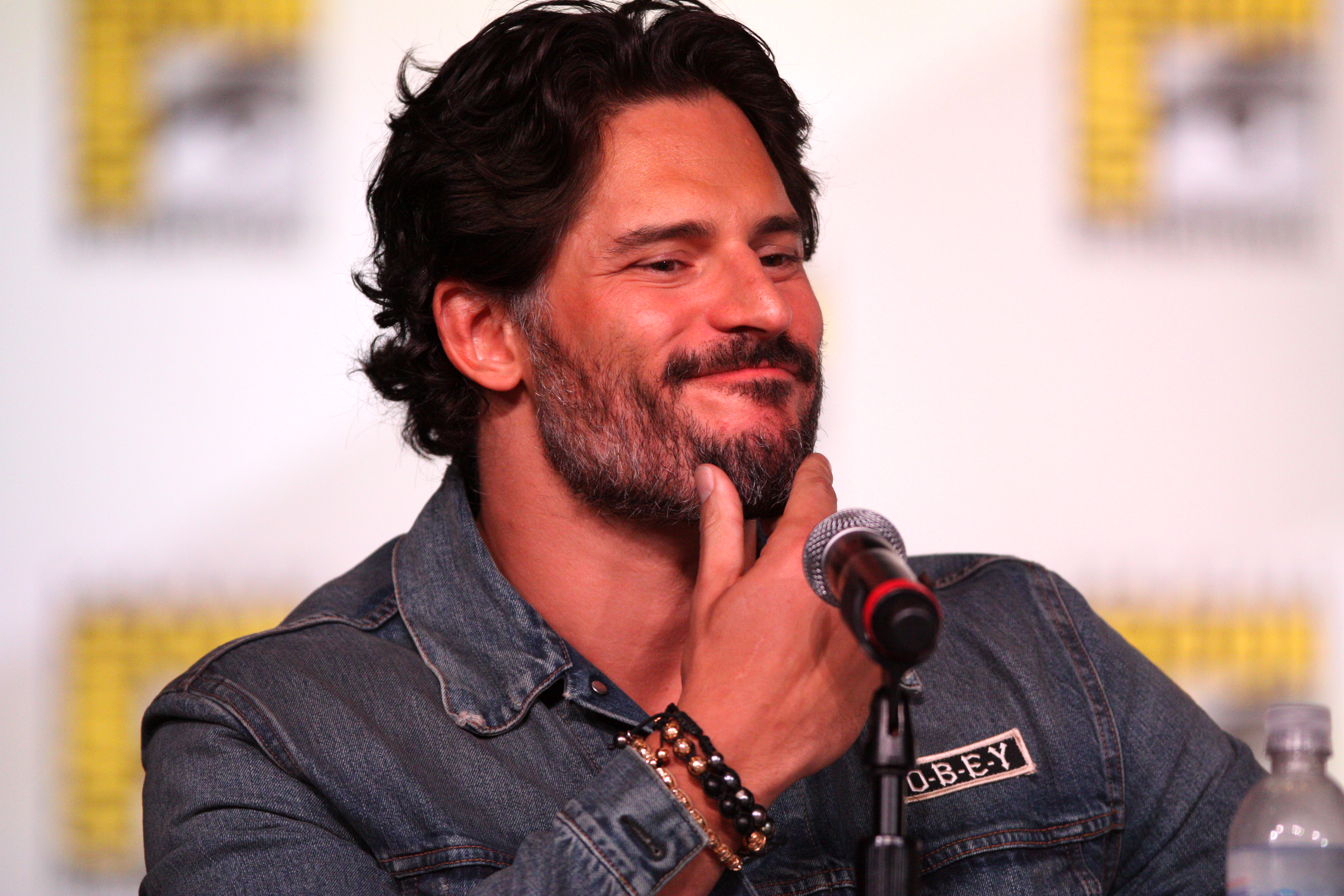
2012年

2012年、スティーヴン・ソダーバーグ監督の映画『マジック・マイク』に出演し、ストリッパー役を演じた。以降の続編と最終作にも続けて出演。
2014年のドキュメンタリー映画『ラ・ベア マッチョに恋して』（原題：La Bare）で監督デビューを果たし、製作も務めた。
2024年、『ONE PIECE』にサー・クロコダイル役で出演することを発表。

### 舞台
学生時代にはピッツバーグで数多くの舞台を踏み、クォンタム・シアターの公演による『ヴェニスの商人』やアルフレッド・ウーリーの『The Last Night of Ballyhoo』などに出演した。その後は2007年に『Skirts & Flirts』のニューヨーク公演に出演したほか、2008年にはウェストバージニア・パブリック・シアターによる『欲望という名の電車』でスタンリー・コワルスキを演じた。2009年6月にはサンディエゴでテレンス・マクナリーの『Unusual Acts of Devotion』に出演した。

### その他
2024年からは『ディール・オア・ノー・ディール・アイランド』の司会を務める。

## 私生活

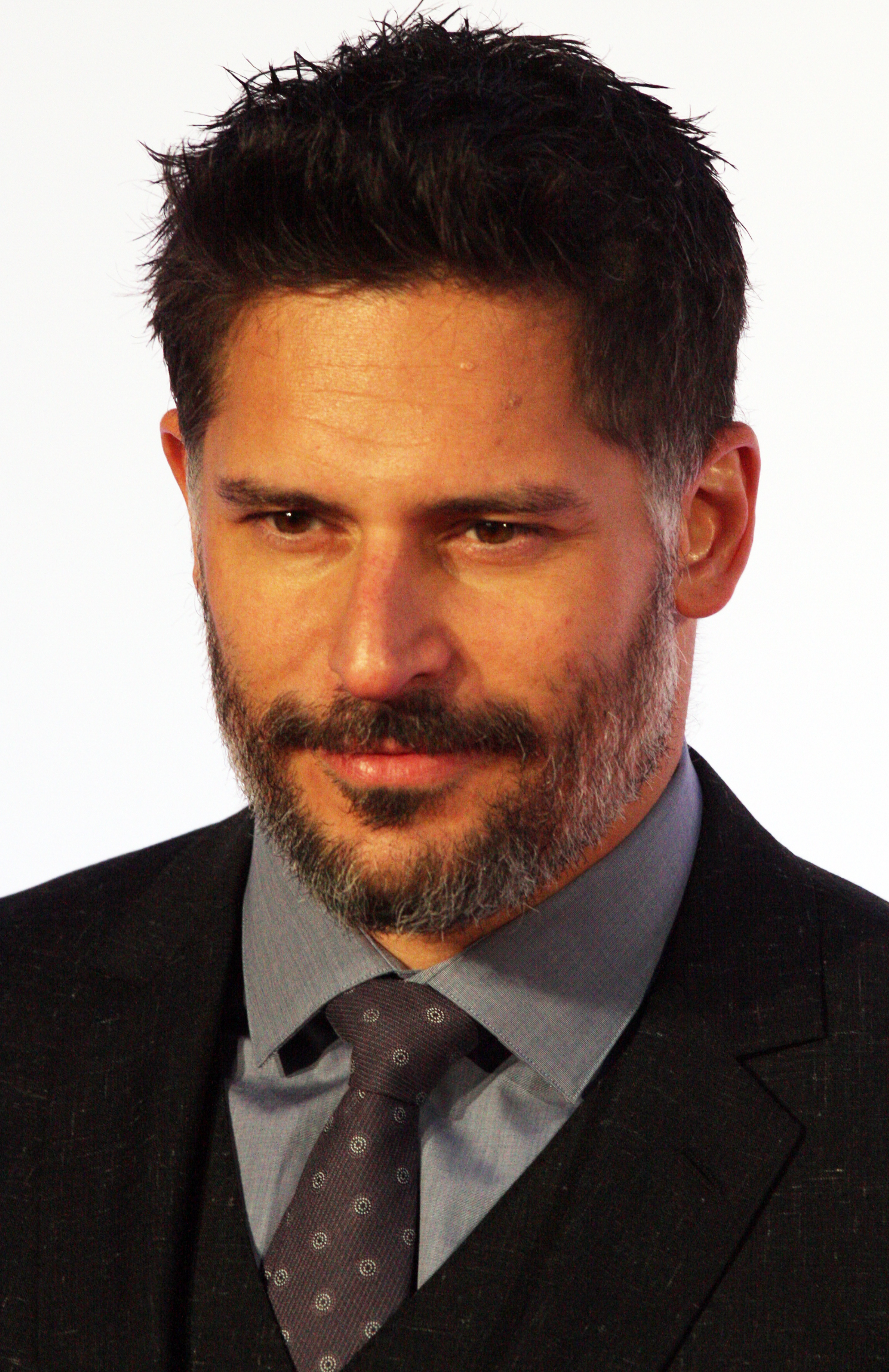
2015年

2014年にソフィア・ベルガラとの交際を発表、2015年11月に結婚。
2023年7月に離婚の意思を固めたことを発表、2024年4月に離婚が成立した。
マット・ボマーとはカーネギーメロン時代の学友であり、以降も友人関係にある。二人は2012年にテレビドラマ『ホワイトカラー』と映画『マジック・マイク』で共演した。

## エピソード
2011年、マンガニエロはザック・スナイダーとクリストファー・ノーランによる『Man of Steel』のためのスーパーマン役のスクリーン・テストの機会を得た。しかし『トゥルーブラッド』の撮影とスケジュールが衝突し、この機会を逸してしまったという。

## フィルモグラフィ

### 映画
| 年   | 題名                                                                       | 役名                                  | 備考                            |
| ---- | -------------------------------------------------------------------------- | ------------------------------------- | ------------------------------- |
| 2002 | スパイダーマン Spider-Man                                                  | フラッシュ・トンプソン                |                                 |
| 2007 | スパイダーマン3 Spider-Man 3                                               | フラッシュ・トンプソン                |                                 |
| 2008 | インパクト・ポイント 狙われたビーチの妖精 Impact Point                     | マット・クーパー                      |                                 |
| 2009 | エネミー・ライン3 激戦コロンビア Behind Enemy Lines: Colombia              | ショーン・マッグリン大尉              |                                 |
| 2009 | Irene in Time                                                              | チャーリー                            |                                 |
| 2012 | 恋愛だけじゃダメかしら？ What to Expect When You're Expecting              | デイヴィス                            |                                 |
| 2013 | マジック・マイク Magic Mike                                                | ビッグ・ディック・リッチー            |                                 |
| 2014 | サボタージュ Sabotage                                                      | ジョー・"グラインダー"・フィリップス  |                                 |
| 2015 | マジック・マイクXXL Magic Mike XXL                                         | ビッグ・ディック・リッチー            |                                 |
| 2015 | タンブルダウン 彼の遺した恋の歌 Tumbledown                                 | カーティス                            |                                 |
| 2016 | 聖杯たちの騎士 Knight of Cups                                              | ジョー                                |                                 |
| 2016 | ピーウィーのビッグ・ホリデー Pee-wee's Big Holiday                         | 本人                                  | Netflixオリジナル映画           |
| 2017 | スマーフ スマーフェットと秘密の大冒険 Smurfs: The Lost Village             | ヘフティ                              | 声の出演                        |
| 2017 | ジャスティス・リーグ Justice League                                        | スレイド・ウィルソン / デスストローク |                                 |
| 2017 | マッチョに恋して La Bare                                                   | N/A                                   | 監督・製作 ドキュメンタリー映画 |
| 2018 | ランペイジ 巨獣大乱闘 Rampage                                              | バーク                                |                                 |
| 2019 | ドランク・ペアレンツ 〜崖っぷち夫婦狂騒曲〜 Drunk Parents                  | ボブ・ドネリー                        |                                 |
| 2019 | ジェイ&サイレント・ボブ リブートを阻止せよ! Jay and Silent Bob Reboot      | バイリッフ                            |                                 |
| 2019 | Bottom of the 9th / Stano                                                  | ソニー・スタノ                        | 兼製作                          |
| 2020 | スリープオーバー 〜夜の大冒険〜 The Sleepover                              | レオ                                  | Netflixオリジナル映画           |
| 2020 | ミュータント: マックス Archenemy                                           | マックス・フィスト                    |                                 |
| 2021 | ジャスティス・リーグ:ザック・スナイダーカット Zack Snyder's Justice League | スレイド・ウィルソン / デスストローク |                                 |
| 2021 | 夜の脊柱 The Spine of Night                                                | Mongrel                               | 声の出演                        |
| 2021 | ショップリフターズ・オブ・ザ・ワールド Shoplifters of the World            | DJフルメタル・ミッキー                | 兼製作                          |
| 2022 | 目指せメタルロード Metal Lords                                             | 医師トロイ・ニックス                  | Netflixオリジナル映画           |
| 2023 | The Kill Room                                                              | レジー                                |                                 |

### テレビ
- Jake in Progress "Notting Hell" (2006)
- CSI:科学捜査班 「哀しいライバル」 CSI: Crime Scene Investigation "Daddy's Little Girl" (2006) - トム・ハーパー
- ラスベガス 「ベガスの都市伝説」 Las Vegas "Urban Legend" (2006)
- 女検察官アナベス・チェイス 「脱出計画」 Close to Home "Escape" (2006)
- So noTORIous (2006)
- ママと恋に落ちるまで How I Met Your Mother (2006-2009) - ブラッド
- Scrubs〜恋のお騒がせ病棟 Scrubs "My No Good Reason" (2007)
- ER緊急救命室 ER (2007)
- 'Til Death (2008-2010)
- ワン・トゥリー・ヒル One Tree Hill (2008-2010)
- CSI:マイアミ 「獄中からの呪い」 CSI: Miami "Target Especific" (2009) - ゲスト出演
- ミディアム 霊能者アリソン・デュボア 「僕の名前は」 Medium "Once in a Lifetime" (2009) - ゲスト出演
- CSI:ニューヨーク 「捏造」CSI: NY "Criminal Justice" (2009) - ロブ・マイヤーズ（ゲスト出演）
- トゥルーブラッド True Blood (2010-2014) - アルシード・ヘルボー
- ハーパー★ボーイズ Two and a Half Men "The Squat and the Hover" (2011) - ゲスト出演
- ホワイトカラー 「怪しい隣人」White Collar "Neighborhood Watch" (2012) - ベン・ライアン（ゲスト出演）
- 月の園 Moonhaven (2022) - トミー・シュルツ
- ONE PIECE ONE PIECE （TBA） - クロコダイル